# Гърбашел
Гърбашел, Гърбасел или Гърбушел (на гръцки: Καστανιές, Кастаниес, до 1926 година: Γκερμπασέλ, Гербасел) е село в Егейска Македония, Гърция, дем Кукуш, област Централна Македония.

## География
Селото е разположено на 105 m надморска височина, на 11 km северозападно от град Кукуш (Килкис).

## История

### В Османската империя
В съдебен процес от 1724 година, в който се разглежда оплакване на жителите на Авретхисарска каза срещу злоупотреби от страна на аяни при събирането на данъци, село Гърбошел е представлявано от Петко и от Харизан, син на Новак.
В XIX век Гърбашел е българско село в каза Аврет Хисар (Кукуш) на Османската империя. В „Етнография на вилаетите Адрианопол, Монастир и Салоника“, издадена в Константинопол в 1878 година и отразяваща статистиката на населението от 1873 година, Гърбашали (Ghirbachali) е посочено като село в каза Аврет Хисар с 50 домакинства и 230 жители българи. Според статистиката на Васил Кънчов („Македония. Етнография и статистика“) в 1900 година Гърбашел е село със 150 жители българи християни.
Населението на селото е под върховенството на Българската екзархия. По данни на секретаря на Екзархията Димитър Мишев („La Macédoine et sa Population Chrétienne“) в 1905 година селото (Garbachel) е село в Кукушка каза с 224 души българи екзархисти като функционира българско училище.
При избухването на Балканската война в 1912 година трима души от Гърбашел са доброволци в Македоно-одринското опълчение.

### В Гърция
В 1913 година след Междусъюдническата война селото попада в Гърция. Селото е запалено от гръцката армия по време на войната и населението му се изселва в България. Съответно в преброяването от 1913 година е регистрирано като напуснато селище, а в това от 1920 година - с 20 жители. Боривое Милоевич пише в 1921 година („Южна Македония“), че Гърбашел (Грбашел) има 50 къщи славяни християни. На мястото на изселилите се българи са настанени гърци бежанци от Източна Тракия. През 1926 години селото е прекръстено на Кастаниес. В 1928 година селото е изцяло бежанско със 177 семейства и 572 жители бежанци.
Населението традиционно произвежда жито и тютюн и се занимава частично и със скотовъдство.
| Име         | Име            | Ново име     | Ново име     | Описание                                                   |
| ----------- | -------------- | ------------ | ------------ | ---------------------------------------------------------- |
| Печали Чаир | Πετσαλί Τσαΐρι | Ливади Пета  | Λιβάδι Πέτα  | местност на ЮЗ от Маловци                                  |
| Декели Таш  | Δεκελή Τάς     | Моностири    | Μονοστήρι    | местност на ЮЗ от Маловци                                  |
| Буюк Таш    | Μπουγιούκ Τάς  | Мегали Петра | Μεγάλη Πέτρα | местност на З от Маловци                                   |
| Вергетур    | Βεργετούρ      | Фагана       | Φαγάνα       | възвишение на СЗ от Гърбашел (123 m) и на И над Врагитурци |

| Година    | 1913 | 1920 | 1928 | 1940 | 1951 | 1961 | 1971 | 1981 | 1991 | 2001 | 2011 | 2021 |
| --------- | ---- | ---- | ---- | ---- | ---- | ---- | ---- | ---- | ---- | ---- | ---- | ---- |
| Население | 0    | 20   | 522  | 799  | 760  | 705  | 617  | 599  | 593  | 594  | 430  | 301  |

## Личности
Родени в Гърбашел
- Георги Мицев Георгиев (1870 – след 1943), македоно-одрински опълченец, служи в 3-та рота на 13-а кукушка дружина; на 24 март 1943 година като жител на Струмица подава молба за българска народна пенсия, която е одобрена и пенсията е отпусната от Министерския съвет на Царство България[13]
- Георги Христов (1881 – ?), македоно-одрински опълченец, Четвърта рота на Трета солунска дружина[14]
- Кирил Христов Гърбешелов (1890/1891 – ?), македоно-одрински опълченец, Солунски доброволчески отряд на Гоце Бърдаров, Четвърта рота на Четиринадесета воденска дружина[15]
- Миле Танев (1890 – ?), македоно-одрински опълченец, Втора рота на Трета солунска дружина[16]
- Христо Танчев, учи в съседните училища, учител по гръцки във Врагитурци, униатски свещеник от 1877 година[17]